# Jean-Baptiste Campenon

Jean-Baptiste-Marie-Edouard Campenon

Jean Baptiste Marie Edouard Campenon (* 4. Mai 1819 in Tonnerre; † 16. März 1891 in Paris) war ein französischer Général de division und Kriegsminister.

## Leben
Campenon nahm am Krimkrieg teil sowie 1859 als stellvertretender Stabschef beim Generalstab von General Patrice de Mac-Mahon während des Italien-Feldzugs. In China war er Generalstabsoffizier im Stab von General Charles Cousin-Montauban und anschließend Generalstabschef bei einer Infanterie- und später bei einer Kavalleriedivision.
Vor dem Deutsch-Französischen Krieg im Juli 1870 wurde Campenon zum Colonel befördert. Bei den Kämpfen um Vionville wurde er schwer verwundet und kam nach der Kapitulation der Festung Metz bei Aachen in Kriegsgefangenschaft.  1875 wurde er zum Général de brigade und 1880 zum Général de division befördert.
Im November 1881 wurde Campenon zum Kriegsminister ernannt, trat aber bereits im Januar 1882 wieder zurück. Zwischen Oktober 1883 und Januar 1885 sowie April 1885 und Januar 1886 war er erneut Kriegsminister. Während seiner Amtsführung beschäftigte er sich hauptsächlich mit der Reorganisation der Festungsartillerie. Von 1883 bis zu seinem Tod war er als Sénateur inamovible Mitglied des Senats.
Jean Baptiste Marie Edouard Campenon starb am 16. März 1891 in Paris.

## La Prairie parfumée
Während seiner Stationierung in Lyon soll Campenon das erotische Werk Der parfümierte Garten unter dem Pseudonym Baron R... aus dem Arabischen übersetzt haben. Erst 1876 habe er das Werk veröffentlicht; nach anderer Ansicht hat er die Übersetzung nie abgeschlossen.